# Baraguey
Baraguey je priimek več oseb:
- Achille Baraguey d'Hilliers, francoski general
- Louis Baraguey d'Hilliers, francoski general